# Vůz Bdmtee267 ČD
Vůz řady Bdmtee267, číslované v intervalu 50 54 20-82, je prototyp velkoprostorového osobního vozu druhé třídy z vozového parku Českých drah. Vůz číslo 079 vznikl přestavbou z vozu Bdmtee275 které byly vyrobené vagónkou VEB Waggonbau Bautzen v letech 1989–1990. Poprvé byl ještě s původním označením 22-44 079-0 představen 11. června 2019 byl na veletrhu Czech Raildays. Rekonstrukci provedla společnost DPOV, dceřiná společnost Českých drah. 24. února 2021 firma TRATEC-CS zahájila modernizaci vozů s čísly 105 a 128, které byly přečíslovány na čísla 20-82 001-9, 20-82 002-7, poté 5. března 2022 zahájila modernizaci vozu 140 přečíslovaný na číslo 20-82 003-5 a 23. srpna 2021 zahájena modernizace vozu číslo 139 přečíslovaný na číslo 20-82 006-8. Modernizace byla dokončena pouze u vozů 079, 001 a 003, protože 7. března 2022 firma TRATEC-CS podala insolvenční návrh, modernizace se tím pádem zcela jistě zastavila. V roce 2022 byly v provozu vozy 001, 003 a 079 na osobních a spěšných vlacích s řídicím vozem Bfhpvee v úseku Kolín–Přelouč–Pardubice hlavní nádraží–Choceň–Česká Třebová. Plánovalo se takto modernizovat 52 vozů. Nedokončené vozy 002 a 006 jsou od roku 2022 deponovány v depu Česká Třebová.[zdroj?]

## Technické informace
Jsou to neklimatizované vozy se samonosnou karosérií typu UIC-X, o celkové délce 26 400 mm, s výškou podlahy 1 250 mm nad temenem kolejnice a s nejvyšší povolenou rychlostí 160 km/h, jsou vybaveny centrálním zdrojem energie (CZE) a potrubní zrychlovač brzdy.
Oproti svým předchůdcům má jen 80 míst k sezení, sedadla v uspořádání 2+2 mají mezi sebou stolky, sedadla v uspořádání za sebou mají také stolek na předchozím sedadle (podobně jako v letadle nebo autobusu), také větší prostor pro jízdní kola, vakuové WC, 18žilový kabel UIC558, elektronický audiovizuální informační systém, zásuvky 230V i USB 5V a Wi-Fi připojení k internetu.

## Fotogalerie

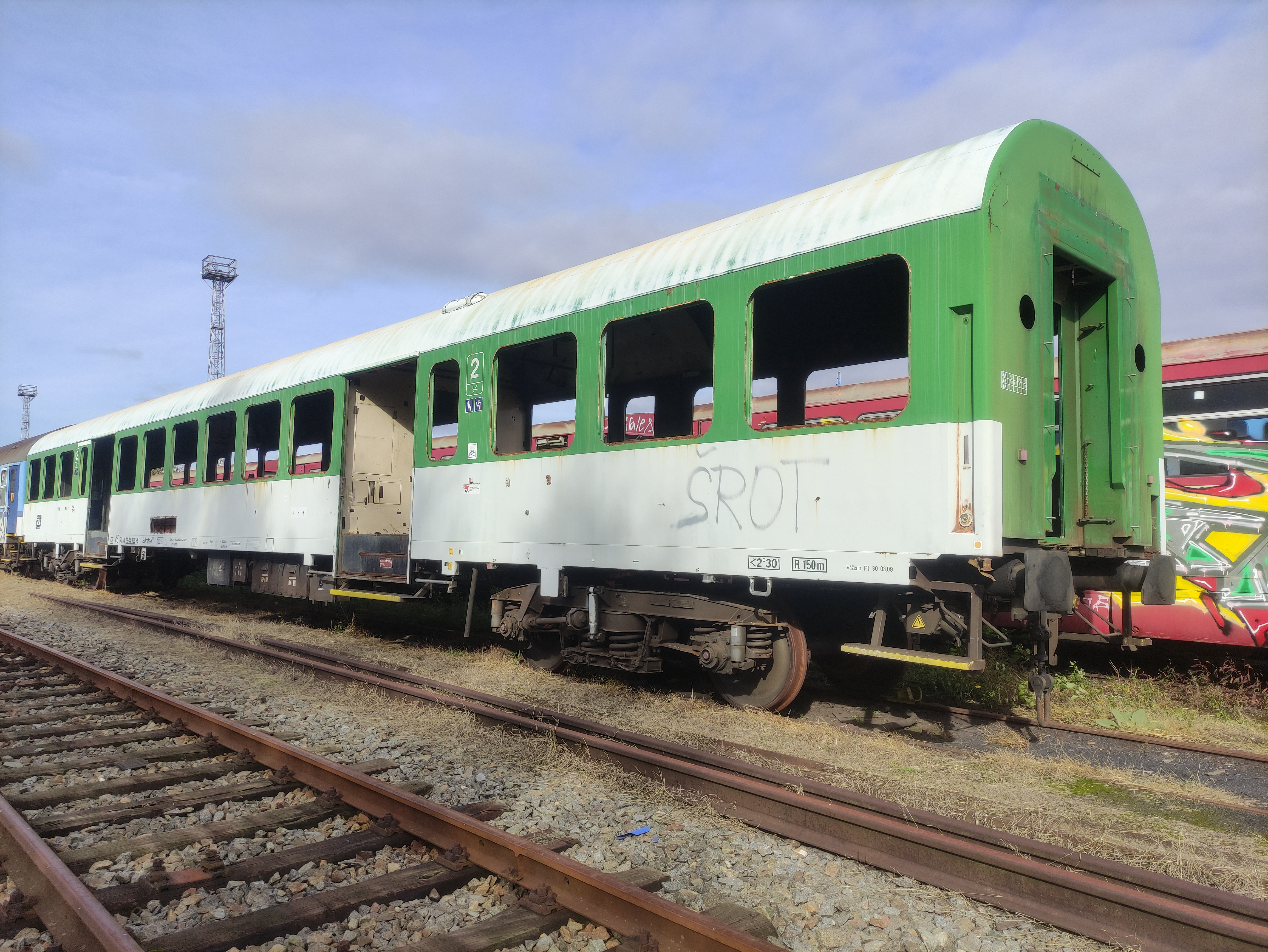
Nedokončená modernizace vozu Bdmtee275 22-44 128-5 na vůz Bdmtee267 20-82 002-7
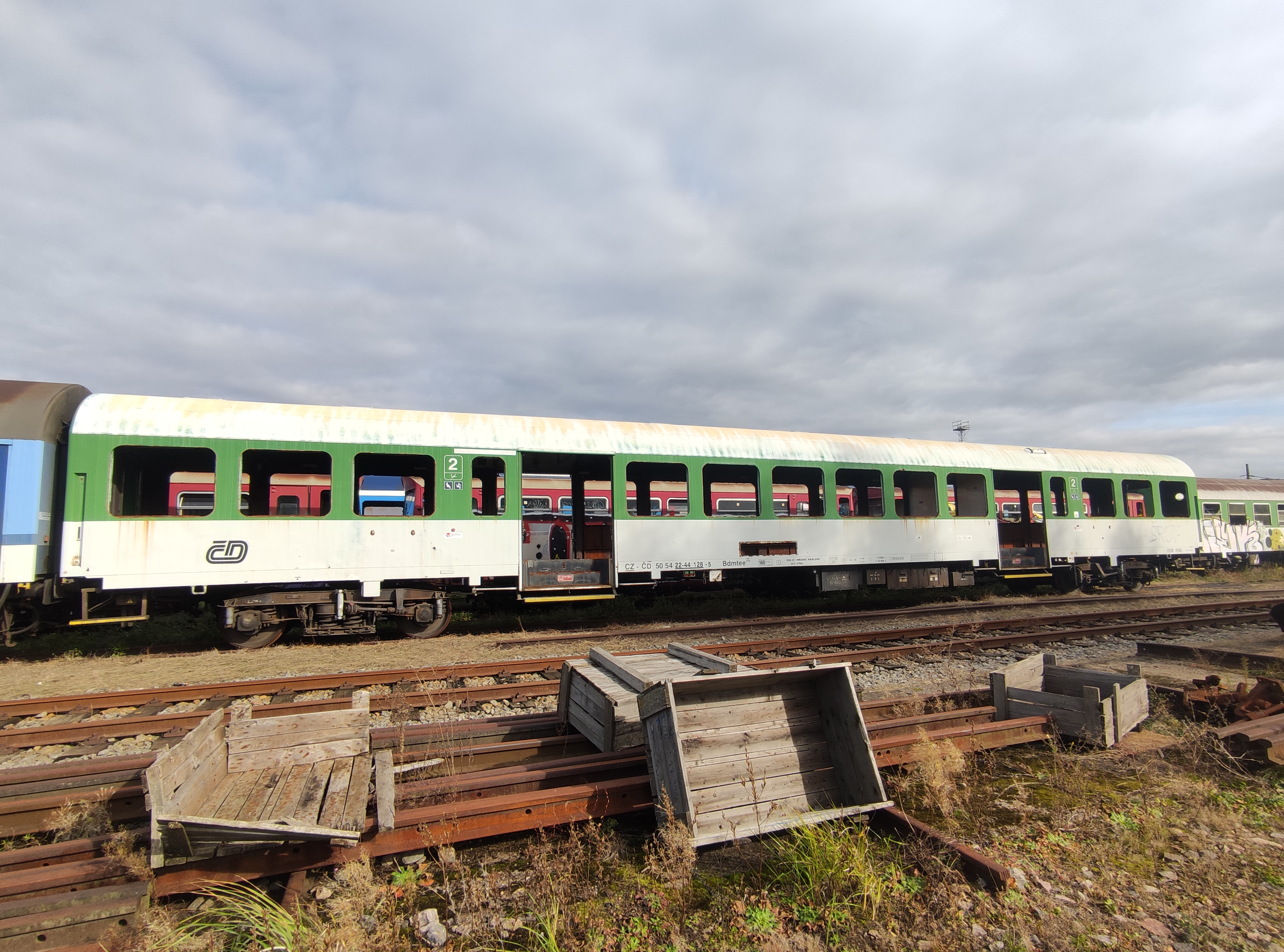
Nedokončená modernizace vozu Bdmtee275 22-44 128-5 na vůz Bdmtee267 20-82 002-7
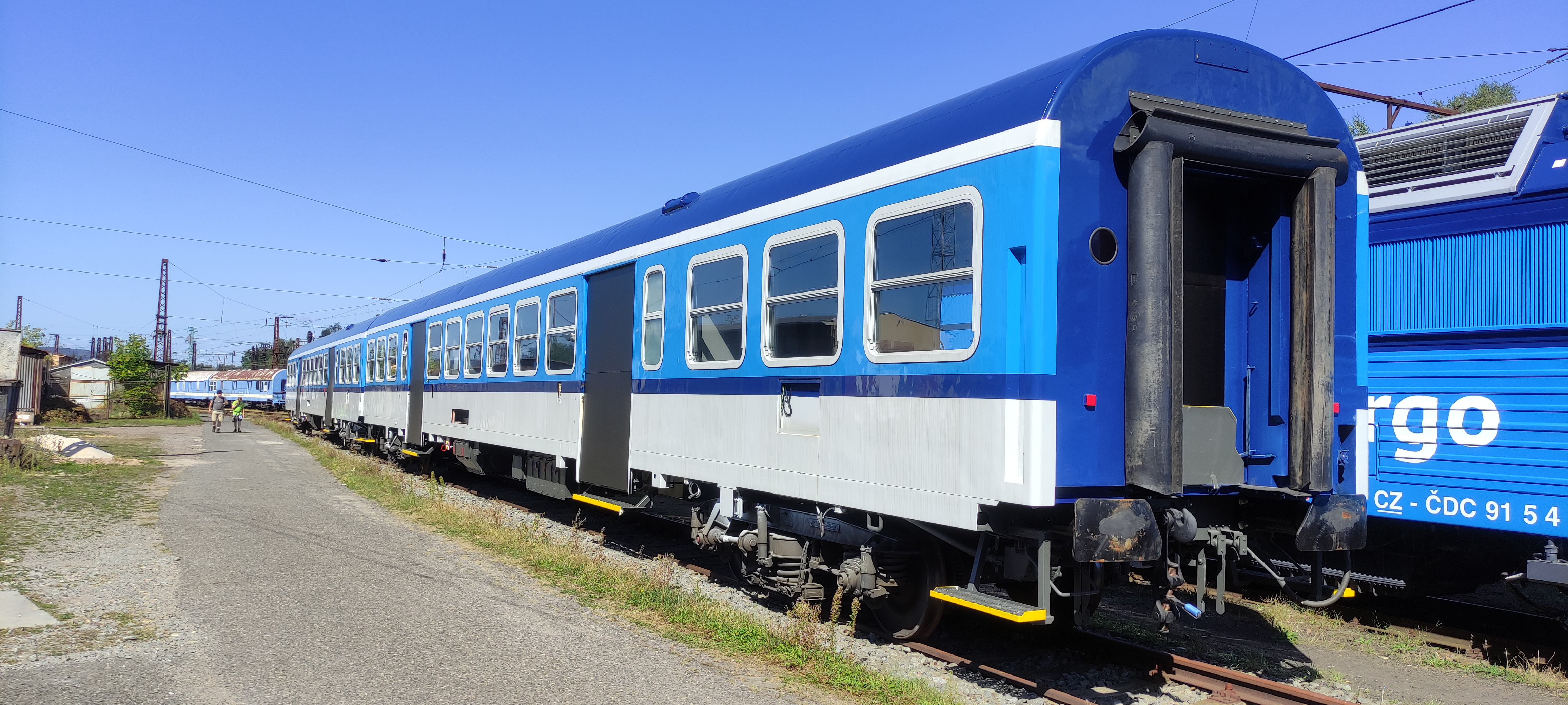
Nedokončená modernizace vozu Bdmtee275 22-44 139-2 na vůz Bdmtee267 20-82 006-8